# شهرستان بلیتسا
شهرستان بلیتسا (به بلغاری: Belitsa Municipality) یک شهرستان در بلغارستان است که در استان بلاگووگراد واقع شده‌است. شهرستان بلیتسا ۲۹۳٫۵۴ کیلومتر مربع مساحت و ۹٬۹۲۷ نفر جمعیت دارد و ۹۵۲ متر بالاتر از سطح دریا واقع شده‌است.